# Chaum
Chaum település Franciaországban, Haute-Garonne megyében. Lakosainak száma 197 fő (2022. január 1.). Chaum Bezins-Garraux, Cierp-Gaud, Esténos, Eup, Fronsac, Marignac, Moncaup és Saint-Béat-Lez községekkel határos.

## Népesség
A település népességének változása:
| Lakosok száma | 255  | 212  | 198  | 198  | 196  | 186  | 189  | 195  | 195  | 197  |
|               | 1968 | 1982 | 1990 | 2006 | 2013 | 2015 | 2017 | 2019 | 2020 | 2022 |